# Monasterio de Nuestra Señora de Guadalupe (Caicó)
El Monasterio de Nuestra Señora de Guadalupe (en portugués: Mosteiro de Nossa Senhora de Guadalupe) es un monasterio perteneciente a la Orden de Santa Clara o la Orden de las Clarisas, lo que hace que también se le conozca como "Monasterio de las Clarisas". Fue el primer monasterio construido en el estado de Río Grande do Norte, está situado en la ciudad de Caicó en Brasil.
El 17 de junio de 1984, ocurrió la fundación del monasterio, que se instaló temporalmente en el Castillo Engady, en 1986 abrieron sus principales instalaciones, ya capaces de albergar a los religiosos. El 7 de mayo de 1989 ocurrió la bendición y la dedicación de la Capilla, completando el conjunto principal del monasterio. El florecimiento de vocaciones superó todas las expectativas, y en dos años, la comunidad duplicó su número.